# Печать Миннесоты
Большая печать штата Миннесота — один из государственных символов штата Миннесота, США. Первоначально принята в 1858 году, изменена в 1971 и 1983 годах. Нынешняя печать принята 11 мая 2024 года вместе с новым флагом.

## Символизм
На печати штата изображена черноклювая гагара, птица штата, выныривающая из воды. Слева от неё изображена колосья пшеницы, а справа хвойные деревья и Северная Звезда. Над птицей надпись «MNI SÓTA MAKOCE», что с языка дакота переводится как «земля, где воды отражают небо». Вокруг изображения надпись «Большая печать штата Миннесота».

Печать Миннесоты, использовавшаяся с 1971 по 2024 год.
Печать Миннесоты, использовавшаяся с 1858 по 1971 год.
Печать Министерства транспорта Миннесоты
Печать Национальной гвардии Миннесоты